# 生きたい
『生きたい』（いきたい）は、1999年1月15日に日本で公開された映画。

## スタッフ
- 監督・原作・脚本：新藤兼人
- 音楽：林光
  - 演奏：風の街合奏団
- 撮影：三宅義行
- 照明：山下博
- 美術：重田重盛
- 録音：武進
- 編集：渡辺行夫
- 助監督：山本保博
- 特殊メイク：原口智生
- MA：東宝サウンドスタジオ
- 現像：IMAGICA
- スタジオ：松竹大船撮影所
- ロケ協力：シナリオの会諏訪、東洋観光事業、蓼科観光協会、JR東日本 ほか
- プロデューサー：平形則安
- 製作者：新藤次郎

## キャスト
- 山本安吉：三國連太郎
- 山本徳子：大竹しのぶ
- 君塚長太郎：柄本明
- オコマ：吉田日出子
- ママさん：大谷直子
- クマ：塩野谷正幸
- ウシ：羽村英
- オキチ：中里博美
- 烏丸長者：津川雅彦
- トモコ：宮崎美子
- 側近の女：渡辺とく子
- 院長：観世栄夫
- 看護婦：水野あや
- 姨捨駅長：馬場当
- 山本幸子：広岡由里子
- 山本輝夫：草薙仁
- 鳥津あけみ：都山逢
- 老人ホーム所長：麿赤兒
- 病院の賄婦：絵沢萠子
- 気どった男：高橋長英
- 坊主頭の男：六平直政
- 大学生：大森南朋
- 高校生：菊地凛子
- 作業所の美青年：村治学
- 作業所の指導者：前沢保美
- 作業所の女：中島陽子
- 可愛いおばあさん：原ひさ子
- スーパーの店員：正名僕蔵、曽我部あきよ
- マッサージの女：夏目玲
- じじい：江角英明、須賀不二男、うえだ峻、北村大造、下飯坂菊馬